# Јабланички партизански одред
Јабланички народноослободилачки партизански одред формиран је у селу Спонцу, у Горњој Јабланици, код Медвеђе, 21. октобра 1941. године од групе бораца Кукавичког НОП одреда и новопридошлих бораца из Јабланице и Пусте Реке. Одред је у почетку имао 55 бораца, његов командант је био Милош И. Манојловић Милан, бивши подофицир из села Добре воде, а политички комесар Милија Радовановић Новица, студент права из Медевца. Одред се ослањао на планину Радан која је доминирала јабланичким срезом.
Након ослобађања Лецеа, Медвеђе и Лебана 8. новембра, Јабланички партизански одред је у дејству са борцима осталих одреда лесковачког краја и у сарадњи са народом, створио велику слободну територију у Јабланици и Пустој Реци, до децембра 1941. Партизани су закратко ослободили скоро цео јабланички срез. Број бораца у Јабланичком НОП одреду је нарастао на 260, а они су били разврстани у три чете: Горњојабланичка, Јабланичка и Пусторечка.
Одред је био веома офанзиван. Стално је нападао непријатељску војску – према Лесковцу, прузи Београд – Ниш –Лесковац и Горњој Јабланици.
У снажној мартовској офанзиве окупатора и домаћих контрареволуционарних снага 1942. године, Јабланички одред се повукао, заједно са Кукавичким одредом и Пасјачком четом Топличког одреда, према Радану, а затим на Пасјачу и Бели Камен. Услед сталних напада и на овим просторима, одлучено је да се Јабланички и Кукавички одред врате на своје територије. У другој половини марта непријатељ је запосео читаву територију Кукавичког, Бабичког и Јабланичког партизанског одреда. Јабланички партизански одред се осуо и поделио на десетине, тројке и двојке, али је током априла, маја и јуна обновљен.
Спајањем Јабланичког одреда и чете Топличког одреда са Пасјаче августа 1942. на Радану је формиран Јабланичко-пасјачки партизански одред, који је понео име „Станимир Вељковић- Зеле“.
У време када је окупатор имао чврст положај у Србији, тако и у Африци, а Црвена армија доживљавала поразе на источном фронту, Јабланичко-пасјачки партизански одред је наставио снажно борбено офанзивно дејство у Јабланици, Пустој Реци и Топлици, на простору између три реке Јужне Мораве, Топлице и Јабланице, све до Косова. Одред је стриктно примењивао герилско-партизански начин ратовања.
Окупаторске власти организовале су у сарадњи са контрареволуцонарима две офанзиве против Јабланичко-пасјачког и других партизанских одреда у југоисточној Србији на лето и јесен 1942. године. Прву, у августу 1942. године, такозвану Аћимовићеву офанзиву, и другу, у новембру 1942. године, двомесечну, недићевско-бугарско-немачку. Обе су завршене без успеха, сем што су страдала нека устаничка села. Одред је успео да се сачува маневрисањем по терену, избегавајући сукобе већих размера. Свуда где се кретао, повлачио или наступао, изводио је акције или борбе. Чувена је борба код Ображде 10. децембра 1942, у којој су потучена два недићевска одреда.
Јабланичко-пасјачки партизански одред је деловао до 1943, када је 7. фебруара ушао у састав Првог јужноморавског НОП одреда.

## Деловање
После свечаности поводом Дана Октобарске револуције (7. новембар) на Радану, Јабланички партизански одред је са двема десетинама Топличког партизанског одреда и двема десетинама Бабичког партизанског одреда (укупно око 240 бораца), извршио напад и ослободио Лебане, Медвеђу и Леце. Непријатељ се није мирио са губитком, па је 8. новембра мешовити четничко-недићевски одред из Лесковца покушао да пробије партизанску одбрану Лебана, али је претрпео неуспех. Одбијен је и други напад четника из правца села Шумана. Пошто су и остали напади четника и недићеваца били без успеха, Немци су реаговали. Два немачка батаљона из 717. пешадијске дивизије, ојачана тенковима и четничко-недићевске снаге из Лесковца напали су и заузели Лебане. Том приликом су опљачкали и спалили Коњино и Ждеглово и 68 људи одвели у лесковачки и нишки затвор. Јабланички НОП одред је 13. новембра поново дошао у Лебане, заузео раније положаје и успоставио фронт према Лесковцу. Тих дана партизанима је пришао и Медвеђски четнички одред.

Општи окупаторски-квислишки напад на слободну територију почео је 3. децембра 1941. године. После вишедневних борби, окупаторске снаге, средином децембра, заузеле су Лебане. У окупираном граду непријатељ организује квислиншку власт и Среско начелство, пореску и финансијксу управу и друге службе. У то време војвода Михајло Арсић, командант Медвеђског четничког одреда, напушта партизане и прекида сарадњу са Јабланичким НОП одредом, а чланови Штаба одреда безуспешно преговарају са командантима четничких јединица. Једино је Максим Ђуровић заувек напустио четнички покрет и до краја рата се борио у редовима НОВ и ПОЈ.

Пошто је Ђуро Петровић, командант 11. добровољачког (љотићевског) одреда, преузео команду над четничким одредима из Јабланице, у договору са немачком крајскомандантуром у Лесковцу, четници су заузели Медвеђу. 

Крајем зиме и почетком пролећа 1942. окупатор, недићевци, љотићевци и четници, којима се придружује Први бугарски корпус, размештен у Нишу, Прокупљу и Лесковцу, предузели су снажну и добро припремљену офанзиву против партизана и запосели читаву територију Кукавичког, Бабичког и Јабланичког НОП одреда. Јабланички партизански одред се повукао према Радану, смањио се и поделио у петорке и тројке.

Средином августа дошло је до спајања Јабланичког са четом Топличког НОП одреда са Пасјаче и формирања Јабланичко-пасјачког одреда, који је добио име „Станимир Вељковић-Зеле“. У почетку одред је радио на учвршћивању позадине, активирао је рад друштвено-полиитичких организација, а потом је почео да изводи оружане акције. У току августа извршио је 19 акција на територији Пусте Реке и Јабланице.
Када се Аћимовићева квислиншка офанзива, која је била уперена против Озренског, Сврљишког, Јастребачког и Расинског НОП одреда, проширила на територију Пусте Реке и Јабланице, Јабланичко-пасјачки НОП одред, да би избегао уништење, пребацио се августа 1942. на терен Лесковачког НОП одреда. Са њим је изводио борбена дејства до краја септембра, када се вратио на терен Јабланице, Пусте Реке, Топлице, Добрича и Косаонице, вршећи разне акције. 

У току офанзиве против Лесковачког, Јастребачког и Расинског НОП одреда Немци су прирпемили и офанзиву против Јабланичко-пасјачког НОП одреда. Крајскомандантура и Окружна команда СДС у Лесковцу постигле су споразум са Горским штабом четничких одреда да, поред немачких, бугарских, недићевско-љотићевских снага, у овој офанзиви учествују и четнички одреди из Топлице, Косаонице. Напади су почели новембра 1942. године. Слободна територија је окружена, постављене су јаке заседе, а у потеру су ангажовани одреди СДС, а потом и бугарска и немачка војска.

После неуспелог покушаја пробоја ка Топлици, Штаб је одлучио да се одред поново врати на Радан где је био у сталном окружењу. Једна група бораца је успела да се пробије из обруча и смести извесно време у руднику Леце, на трећем хоризонту, на коме није вршена флотација. Након многих маневрисања и мањих чарки са непријатељем, одред је 18. новембра 1942. стигао близу села Пејковца где су мало одморили, снабдели храном, па наставили марш. 

Јабланичко-пасјачки одред се у другој половини новембра 1942. закратко спојио са Топличким НОП одредом. Принуђени непријатељсим дејствима, морали су да се радзвоје, па Топлички остаје у Топлици, а Јабланичко-пасјачки избија у рејон Пасјаче. У селу Стубли одред се раздвојио: Пасјачка чета је отишла на терен Пасјаче, а Јабланички према Радану и Јабланици. 

Код села Ображде 10. децембра је дошло до борбе са недићевцима и у њој су партизани однели значајну победу која је била прекретница у НОП. Непријатељска офанзива је завршена средином децембра 1942. године . 

Јабланичко-пасјачки одред је 7. фебруара 1943. ушао у састав Првог јужноморавског НОП одреда.